# Гардина (град, Калифорния)
Гардина (на английски: Gardena) е град в окръг Лос Анджелис, щата Калифорния, САЩ. Гардина е с население от 57746 жители (2000) и обща площ от 15,07 km². Намира се на 15 m надморска височина. ЗИП кодовете му са 90247 – 90249, а телефонният му код е 310/424.